# گلئو و پیله
گلئو و پیله (انگلیسی: Goleo and Pille)

گلئو و پیله

نماد رسمی و عروسکی جام جهانی فوتبال ۲۰۰۶ آلمان است.
برای نماد این مسابقات از یک شیر استفاده شد که گلئو (Goleo) نام داشت. این نماد لباس تیم ملی آلمان را با شماره ۰۶ به تن دارد و یک توپ فوتبال سخنگو با نام پیله (Pille) همراهی‌ش می‌کند. گلئو از ترکیب کلمات «گل» و «لئو» که کلمه‌ای لاتین به معنی شیر است، بدست آمده است.
گلئو  توسط شرکت جیم هنسون ساخته شده است که طراحی نماد و لباس آن ۲۵۰۰۰۰ یورو هزینه دربر داشته است.

## پذیرش
انتخاب شیر برای نماد برای اینکه حیوانی آلمانی محسوب نمی‌شود مورد انتقاد قرار گرفت بلکه نماد رقبای تاریخی هلند و انگلستان است. اریک اسپیکرمن طراح مشهور پیشنهاد کرد که به نظر وی نماد، باید عقاب ( که بر روی قسمت بازوی لباس تیم ملی فوتبال آلمان ) یا سنجاب، نماد ملت صرفه جویی، باشد .انتقاد دیگر این بود که گلئو  هیچ شلواری به پا ندارد!